# Сесиен слой на OSI модела
Сесийният слой е петият слой на OSI модела. Този слой се използва относително рядко като самостоятелен слой. Повечето протоколи свързват функциите му с тези на Транспортното ниво.
Функцията на този слой е да управлява комуникационния поток по време на връзка между две компютърни системи. Този комуникационен поток се нарича сесия. Сесийният слой определя дали комуникациите могат да бъдат двустранни или едностранни. Освен това този слой се грижи за приключването на една заявка преди приемането на друга.
Сесийният слой предоставя механизъм за отваряне, затваряне и управление на сесия между процеси на приложенията на крайните потребители, т.е. полу-постоянен диалог.